# Belgian Open 1989
Il Belgian Open 1989  è stato un torneo di tennis giocato sulla terra rossa. È stata la 3ª edizione del torneo, che fa parte della categoria Tier V nell'ambito del WTA Tour 1989. Si è giocato a Bruxelles in Belgio, dal 17 al 23 luglio 1989.

## Campionesse

### Singolare
Radka Zrubáková ha battuto in finale  Mercedes Paz con il punteggio di 7–6, 6–4

### Doppio
Manon Bollegraf /  Mercedes Paz hanno battuto in finale  Carin Bakkum /  Simone Schilder con il punteggio di 6–1, 6–2